# Мадагаскар во Второй мировой войне
Мадагаскар, официально известный как Французский Мадагаскар, был французской колонией в начале Второй мировой войны и находился с 1885 года под властью Франции. Он сыграл важную роль в войне из-за вклада малагасийских войск, наличия критически важных гаваней, а также был ареной боёв между союзными и французскими силами Виши в 1942 году. После падения Франции в 1940 году Мадагаскар стал критической точкой конфликта между движением «Свободная Франция» и вишистской Францией. Остров также сыграл важную роль в Тихоокеанском театре военных действий войны, поскольку японские императорские военно-морские силы некоторое время действовали без сопротивления у берегов острова.
В 1942 году британские и несколько других союзных сил начали вторжение на Мадагаскар, стремясь защитить его позицию в качестве важного узла в судоходстве союзников и отказать странам «оси» в его использовании. Помимо своей роли ключевого звена на линиях снабжения союзников и основного поставщика войск, Мадагаскар также кратко рассматривался как решение «еврейского вопроса» правительством нацистской Германии, которое открыто выступило с предложением депортировать еврейское население Европы на остров в 1940 году. Эта схема, известная как «Мадагаскарский план», так и не была реализована из-за британского поглощения. В 1943 году остров был официально передан от британцев «Свободной Франции», под контролем которой он оставался до конца войны.

## Довоенный период

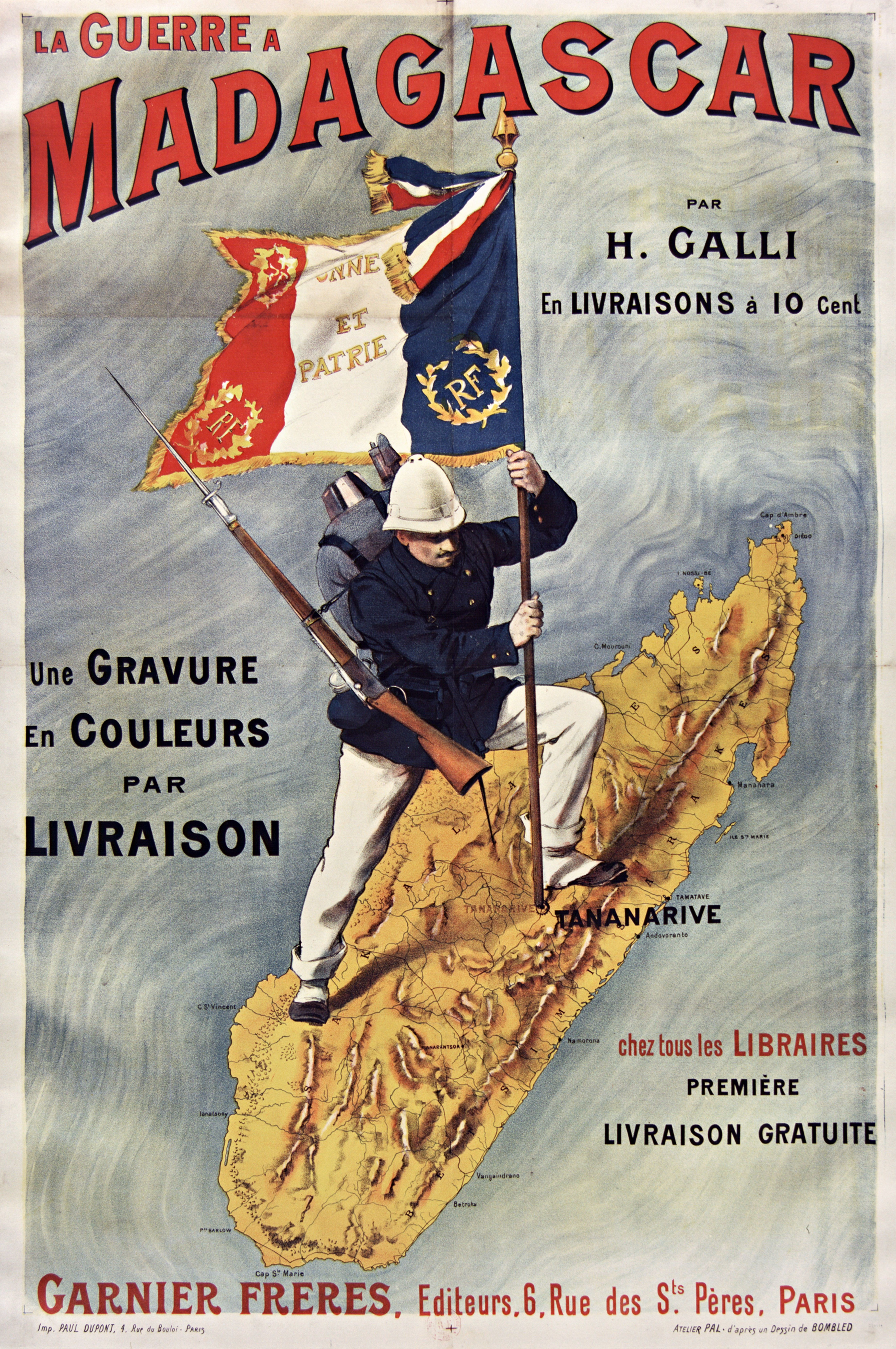
Плакат франко-малагасийских войн

В 1885 году после подписания Берлинского договора были отозваны Британские претензии на Мадагаскар, в результате чего остров оказался исключительно в пределах колониального владычества Франции. В 1883 году Франция вторглась на остров Мадагаскар, положив начало первому участию в серии вооружённых конфликтов, которые впоследствии стали известны как франко-малагасийские войны, в конечном итоге закончившиеся в 1897 году свержением королевы Ранавалуны III и созданием Французского протектората Мадагаскар. Протекторат вскоре стал французским Мадагаскаром.
При французском правлении Мадагаскар был заселён плантациями для экспорта сельскохозяйственных культур, в первую очередь сахара, а столица Антананариву получила дальнейшее развитие. В городе Анциранана (тогда Диего-Суарес), который стал частой остановкой для французских судов, направляющихся дальше на восток, была открыта угольная станция. Во время Первой мировой войны десятки тысяч малагасийских мужчин были призваны во французскую армию для службы на Западном фронте, что подготовило почву для будущего призыва мужского населения Мадагаскара для защиты материковой части Франции.

### План Мадагаскара
В 1938 году началось планирование депортации европейских евреев за границу. Мадагаскар не рассматривался как возможность до июня 1940 года, когда он был предложен Францем Радемахером. Намерение состояло в том, чтобы перевезти европейских евреев на остров, где они будут находиться под строгим контролем СС, которая будет управлять Мадагаскаром как полицейским государством.
Это должно было стать окончательным решением еврейского вопроса — массовым вынужденным исходом миллионов людей на далёкий африканский остров, где они будут жить в условиях эффективного карантина и изолированы от остального мира. Предполагалось, что в течение четырёх лет в год на остров будет посылаться миллион евреев, и из-за суровых условий многие из них погибнут.
План так и не был выполнен. Германия потерпела поражение в битве за Британию, что означало, что немецкий захват и захват британского торгового флота для перевозки миллионов евреев стал невозможным. В 1942 году Мадагаскар был захвачен британскими войсками в Мадагаскарской операции, что ещё больше усложнило ситуацию. План Мадагаскара был отменён, и вместо этого еврейское население должно было быть уничтожено посредством Холокоста.

## Начало военных действий
Во время Второй мировой войны десятки тысяч малагасийских мужчин снова были вынуждены вступить в ряды французской армии. 34 000 из этих призывников находились во Франции, когда она капитулировала летом 1940 года, а 72 000 все ещё находились на Мадагаскаре в ожидании отправки в Европу. С малагасийскими войсками, захваченными Германией во время вторжения, обращались сурово, так как многие из них при захвате подвергались резне и казням без надлежащего судебного разбирательства. Остальные были убиты, когда добрались до лагерей для военнопленных. Отчасти это произошло из-за немецкой пропаганды, которая изображала чернокожих французских солдат как дикарей, которые сражались насмерть и не брали пленных.
Несмотря на возражения и призывы Шарля де Голля присоединиться к «Свободной Франции», колониальная администрация под руководством генерал-губернатора Французского Мадагаскара Армана Анне присягнула на верность Филиппу Петэну и режиму Виши. Этот шаг рассердил де Голля и встревожил британское командование. Британские командиры опасались, что верность французского Мадагаскара правительству Виши проложит путь для создания баз «оси» на острове. Японские, немецкие и итальянские суда, особенно торговые рейдеры и подводные лодки, уже действовали в водах острова, атакуя союзные корабли по своему желанию и нанося многочисленные потери. Потеря Мадагаскара для «союзников» означала бы подвергнуть побережье Восточной Африки и Индийского океана атаке «оси». Премьер-министр Великобритании Уинстон Черчилль разработал план захвата контроля над Мадагаскаром, и, к раздражению и удивлению де Голля, войска «Свободной Франции» были исключены.

### Битва за Мадагаскар

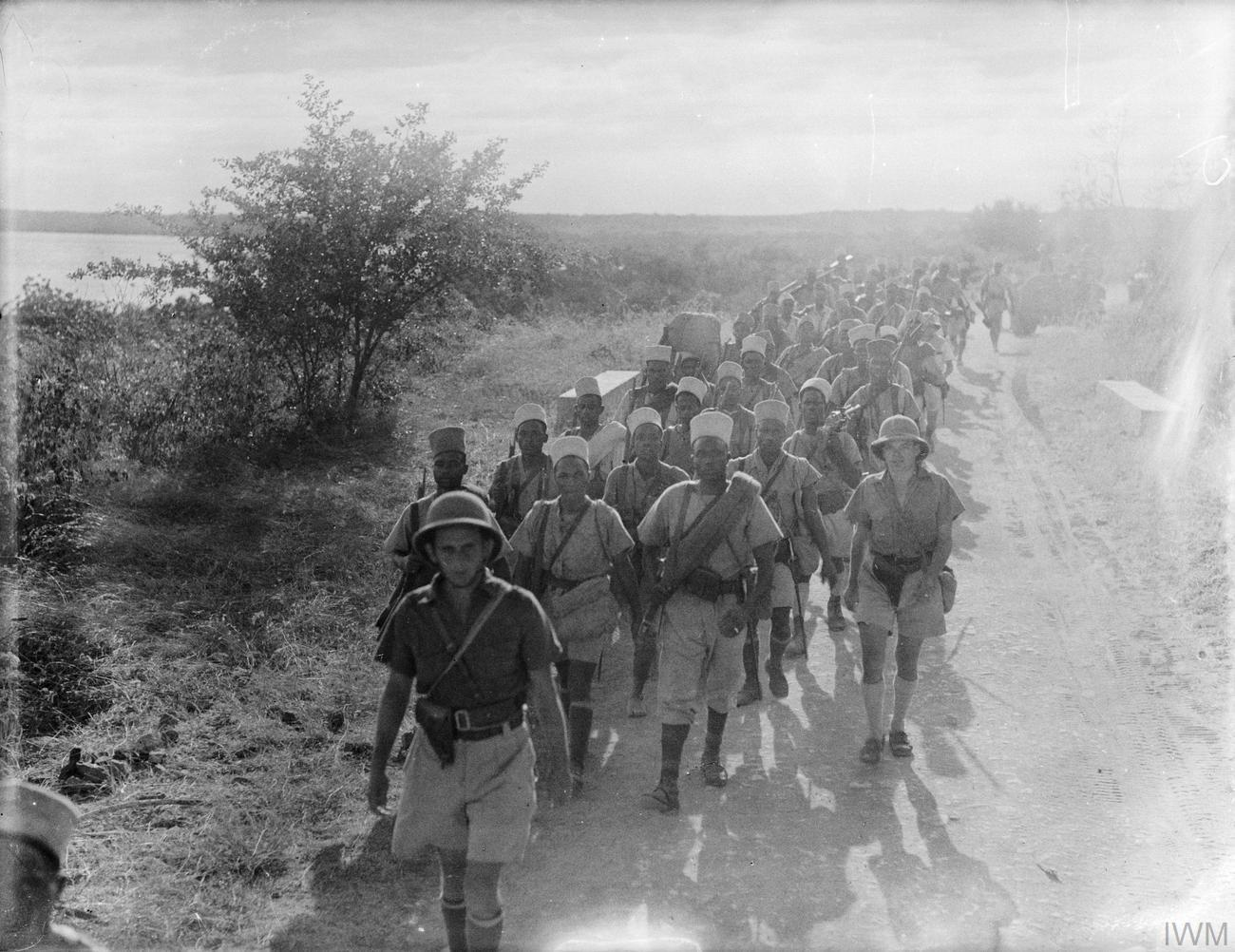
Захваченные французские войска уходят от своей штаб-квартиры после того, как британцы захватили Диего-Суарес 7 мая

Союзные военно-морские силы, состоящие из более чем 50 кораблей под командованием контр-адмирала Эдварда Невилла Сифрета, прибыли к берегам Мадагаскара в мае 1942 года. Флот имел два авианосца HMS Illustrious, HMS Indomitable и линкор HMS Ramillies, устаревшее судно британского флота метрополии. После разведывательных облётов ВВС ЮАР и обстрелов с моря первые десантные атаки были предприняты британскими войсками 29-й отдельной пехотной бригады и коммандос № 5, которые высадились на десантных кораблях на севере Мадагаскара, к западу от Диего-Суареса. Вскоре после этого высадилась 17-я пехотная бригада.
Столкнувшись с небольшим сопротивлением, британские войска захватили позиции Виши вокруг Диего-Суаресы, взяв в плен 100 человек. На следующий день, 6 мая, начались ожесточённые бои, когда британские войска встретили окопавшиеся войска Виши, охранявшие тот же город. В конце концов британцы преодолели сопротивление, пройдя через окружающие болота и топи и позже той же ночью захватив город.
Генерал-губернатор Французского Мадагаскара Армана Анне имел в своём распоряжении 8 000 солдат, все, кроме 2 000, были малагасийцами. Они были расположены для защиты стратегических объектов острова, таких как гавани и возможные места высадки десантов. Однако их было меньше, чем у англичан и их союзников, у которых было почти вдвое больше войск. Тем не менее телеграмма от лидера Виши Пьера Лаваля приказала Анне защищать Мадагаскар «как можно дольше, всеми возможными средствами и без каких-либо других соображений».
В бою участвовали и японские подводные лодки: подводные лодки I-10, I-16, I-20 атаковали британские корабли. С подводных лодок были запущены сверхмалые подводные лодки, которые атаковали линкор HMS Ramillies, повредив его и потопив британский танкер British Loyalty. Обе сверхмалые подводные лодки в конце концов были потеряны; одна в море и одна, когда экипаж попал в засаду на берегу и был убит британскими войсками.
После захвата Диего-Суареса продолжались бои на острове невысокой интенсивности. Британцы высадились на западном побережье Мадагаскара с намерением оттуда двинуться вглубь страны. В сентябре колониальная столица Тана или Антананариву была захвачена англичанами. Тем не менее сопротивление продолжалось, и генерал-губернатор режима Виши Аннет оставался на свободе. Несколько других малагасийских городов пали перед британцами, прежде чем Аннет сдался в ноябре после подписания перемирия.

## Окончание и последствия

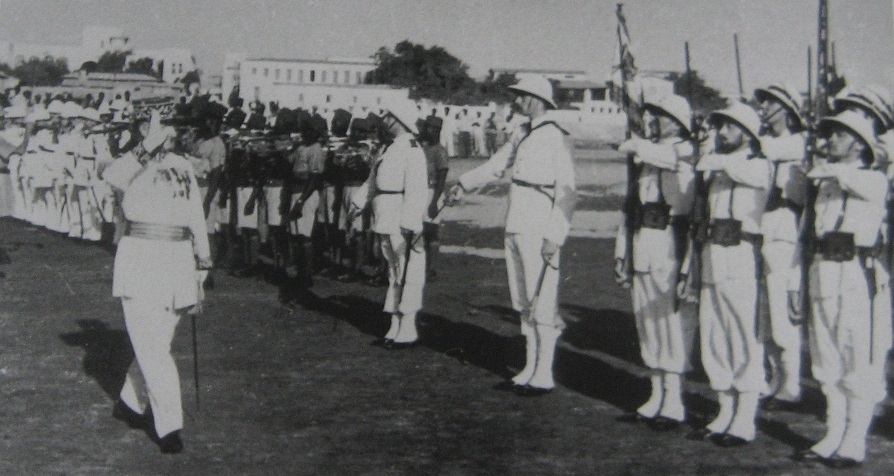
Поль Лежантийом осматривает гарнизон в Джибути за 3 года до прибытия на Мадагаскар

Мадагаскар прочно оставался в руках союзников до конца войны, став важным звеном в системе судоходных линий союзников как связующим звеном между Западной Европой, Ост-Индией, Африкой и Ближним Востоком. Глубоководный порт Мадагаскара Диего-Суарес оставался хорошо защищённым и создал базу, с которой корабли союзников могли сражаться с японскими подводными лодками. В 1943 году британские войска покинули Мадагаскар, и полный контроль был передан «Свободной Франции», а Поль Легентильхомм был назначен комиссаром Мадагаскара. Подводные лодки Кригсмарине продолжали действовать в морях вокруг Мадагаскара, по крайней мере, до конца 1944 года. В августе 1944 года в Мозамбикском проливе 3 подводных лодки потопили 8 торговых судов. 5 сентября 1944 года U-861 потопила греческое грузовое судно у берегов Мадагаскара.
На Браззавильской конференции в 1944 году Шарль де Голль предоставил всем французским колониям, включая Мадагаскар, представительство в Национальном собрании Франции, чтобы обеспечить их лояльность перед лицом растущих антиколониальных настроений во всем мире.
По окончании войны тысячи малагасийских солдат вернулись домой на Мадагаскар, что способствовало уже растущим националистическим настроениям и настроениям сторонников независимости на острове. Многие малагасийцы были возмущены отношением Франции к своим колониальным подданным как к гражданам второго сорта и насильственным призывом её людей в вооружённые силы. В 1946 году представители Мадагаскара в Национальном собрании представили законопроект о предоставлении Мадагаскару независимости от Франции, однако он был отклонён. Все эти события в конечном итоге привели к мадагаскарскому восстанию 1947 года, в результате которого на острове были убиты десятки тысяч человек, когда французские войска жестоко подавили восстание. Мадагаскар не получил независимости до 1960 года.